# Kahena Kunze
Kahena Kunze (São Paulo, 12 maart 1991) is een Braziliaans zeiler.
Kunze werd in 2014 wereldkampioen in de 49erFX.
In 2016 werd Kunze olympisch kampioen in de 49erFX in eigen land samen met Martine Grael. In Tokio verdedigden zij met succes hun olympische titel.

## Resultaten

### Wereldkampioenschappen
| Jaar | Plaats       | Resultaten |
| ---- | ------------ | ---------- |
| 2014 | Santander    | 49erFX     |
| 2015 | Buenos Aires | 49erFX     |
| 2017 | Matosinhos   | 49erFX     |
| 2019 | Auckland     | 49erFX     |

### Olympische Zomerspelen
| Jaar | Plaats         | Resultaten |
| ---- | -------------- | ---------- |
| 2016 | Rio de Janeiro | 49erFX     |
| 2016 | Rio de Janeiro | 49erFX     |

2016: Martine Grael / Kahena Kunze ·
2020: Martine Grael / Kahena Kunze ·
2024: Odile van Aanholt / Annette Duetz